# Mohammad Anas
Mohammad Anas ou Mohd Anas Yahiya (en malayalam, മുഹമ്മദ് അനസ്, né le 17 septembre 1994 à Nilamel dans le Kerala) est un athlète indien, spécialiste du 400 m.

## Carrière
Il se révèle le 29 avril 2016, lors de la Federation Cup à New Delhi, en courant le 400 m en 45 s 75, derrière Arokia Rajiv.
En juin 2016, il bat le record national du relais 4 × 400 m à Erzurum en 3 min 2 s 17.
Le 25 juin 2016, il se qualifie pour les Jeux olympiques de Rio en portant son meilleur temps à 45 s 40, nouveau record national battu de 4/100e, à Bydgoszcz : c'est exactement le minima de qualification nécessaire.
Le 10 juillet 2016, lors de l'Indian Grand Prix à Bangalore, il permet à l'équipe du relais 4 x 400 m de battre à nouveau le record national, en 3 min 0 s 91, 3e meilleur temps de la saison, et de qualifier également l'équipe indienne pour les Jeux olympiques de Rio. Lors de ces Jeux, il court en 45 s 95 lors des séries.
Le 15 mai 2017 à New Delhi, il améliore son propre record national en le portant à 45 s 32.
Le 7 juillet 2017, il remporte sous une pluie battante le titre du 400 m lors des Championnats d'Asie à Bhubaneswar bien qu'il ait été dans l'obligation de courir à nouveau la demi-finale le matin même de la finale.
Le 26 août 2018, il remporte en 45 s 69 la médaille d'argent des Jeux asiatiques de Jakarta, derrière le favori Qatarien Abdalelah Haroun (44 s 89).
Le 18 mars 2019, il court en 45 s 89 à Patiala mais ne confirme pas ce temps en finale des Championnats d’Asie à Doha.
Lors des Championnats du monde de Budapest il bat le record d'Asie du 4 × 400 m dans le temps de 2 min 59 s 05 en compagnie de Amoj Jacob, Muhammed Ajamal et Rajesh Ramesh.

## Palmarès
| Date | Compétition              | Lieu        | Résultat | Épreuve         | Temps         |
| ---- | ------------------------ | ----------- | -------- | --------------- | ------------- |
| 2017 | Championnats d'Asie      | Bhubaneswar | 1er      | 400 m           | 45 s 77       |
| 2017 | Championnats d'Asie      | Bhubaneswar | 1er      | 4 × 400 m       | 3 min 2 s 92  |
| 2018 | Jeux du Commonwealth     | Gold Coast  | 4e       | 400 m           | 45 s 31       |
| 2018 | Jeux du Commonwealth     | Gold Coast  | finale   | 4 × 400 m       | DNF           |
| 2018 | Jeux asiatiques          | Jakarta     | 2e       | 400 m           | 45 s 69       |
| 2018 | Jeux asiatiques          | Jakarta     | 2e       | 4 × 400 m       | 3 min 1 s 84  |
| 2018 | Jeux asiatiques          | Jakarta     | 1re      | 4 × 400 m mixte | 3 min 15 s 71 |
| 2018 | Coupe continentale       | Ostrava     | 5e       | 400 m           | 45 s 72       |
| 2019 | Championnats d'Asie      | Doha        | 7e       | 400 m           | 46 s 10       |
| 2019 | Championnats d'Asie      | Doha        | 2e       | 4 × 400 m mixte | 3 min 16 s 47 |
| 2019 | Jeux mondiaux militaires | Wuhan       | 4e       | 400 m           | 46 s 86       |
| 2022 | Jeux asiatiques          | Hangzhou    | 1re      | 4 × 400 m       | 3 min 1 s 58  |
| 2023 | Championnats du monde    | Budapest    | 5e       | 4 × 400 m       | 2 min 59 s 92 |

## Records
| Épreuve | Performance  | Lieu   | Date            |
| ------- | ------------ | ------ | --------------- |
| 400 m   | 45 s 21 (NR) | Kladno | 13 juillet 2019 |